# Krzyż Zasługi Wojskowej (Austria)
Krzyż Zasługi Wojskowej (niem. Militärverdienstkreuz, skrót: MVK) – austriackie i austro-węgierskie (od 1867 roku)  odznaczenie za zasługi wojskowe, nadawane oficerom w latach 1849–1918. W 1914 roku podzielony na trzy klasy.

## Historia
Odznaczenie, pierwotnie jednoklasowe, zostało ustanowione 24 października 1849 roku przez cesarza Franciszka Józefa z inicjatywy feldmarszałka Radetzkiego, jako nagroda dla oficerów, którzy się wyróżnili na polu bitwy lub poprzez wzorową służbę w czasie pokoju.
12 stycznia 1860 dodano do krzyża tzw. dekorację wojenną, (Kriegsdekoration), w postaci  wieńca laurowego między ramionami krzyża i od tej pory nadawano odznaczenie w tej formie "za szczególne czyny przed obliczem wroga", tylko w czasie wojny.
23 września 1914 krzyż został podzielony na trzy klasy i stał się faktycznie orderem, choć nigdy nie został nim formalnie. Poszczególne klasy mogły być nadawane wielokrotnie. Jako szczególne wyróżnienie ze strony monarchy krzyż mógł być nadawany z brylantami lub z wieńcem laurowym jako zawieszką. Dalsze zmiany statutów nastąpiły w latach 1916, 1917 i 1918. Odznaczenie z dekoracją wojenną mogło być nadane z mieczami na wstążce (dla III klasy) lub umieszczonymi między ramionami krzyża (dla I i II klasy).
Odznaczenie zostało zniesione w 1918.
W polskich publikacjach z okresu nadawania odznaczenia bywało określane jako Wojskowy Krzyż Zasługi.

## Insygnia

### Insygnia 1849–1860
Oznaką był wykonany ze srebra. Srebrny krzyż typu kawalerskiego, z obramowaniem pokrytym czerwoną emalią. W medalionie środkowym awersu, również obramowanym na czerwono, napis VERDIENST (zasługa). Rewers był gładki, nieemaliowany. Order noszony był na piersi na wstążce Medalu za Dzielność (Tapferkeitsmedaille), białej z czerwonymi paskami, połączonymi poziomymi czerwonymi prążkami, wiązanej w trójkąt, wg zwyczaju austriackiego.

### Insygnia 1860–1918
Poprzednią formę oznaki zachowano, ale pokryto krzyż obustronnie białą emalią. W roku 1914 dodano I klasę – krzyż o średnicy 62 mm, noszony na agrafie na lewej piersi (nadawany tylko feldmarszałkom, oraz dowódcom armii i korpusów), oraz II klasę (39 mm), noszoną na szyi. Dotychczasowy krzyż stał się III klasą. Wieniec laurowy między ramionami krzyża wszystkich trzech klas pokryto zieloną emalią.
Z okazii 85. rocznicy urodzin cesarza Franciszka Józefa, 18 sierpnia 1915 przekazano sędziwemu monarsze krzyż I klasy wykonany w złocie i ozdobiony brylantami i rubinami, sfinansowany ze składek korpusu oficerskiego Austro-Węgier, który znajduje się obecnie w skarbcu wiedeńskiego Hofburgu. Nie wiadomo, czy cesarz go nosił.

## Odznaczeni

### Krzyż z brylantami
- Książę Albrecht Pruski, namiestnik Brunszwiku (1864)
- Arcyksiążę Eugeniusz, Wielki Mistrz Zakonu Krzyżackiego (1917)
- Arcyksiążę Fryderyk (1915)
- Feldmarszałek Paul von Hindenburg (1915)
- Feldmarszałek August von Mackensen (1915)
- Sułtan Mehmed V (1917)

### Niższe klasy odznaczenia
- C. k. Generał Franz Conrad von Hötzendorf (1914)
- Kapitan pruski Gotthard Heinrici (1915)
- C.k. Wiceadmirał Miklós Horthy (1916)
- C. k. Generał Anton Lipoščak (1914)
- Generał pruski Erich Ludendorff (1917)
- Kapitan wirtemberski Erwin Rommel (1916)
- Kapitan pruski Ferdinand Schörner (1916)
- C.k. Generał Stanisław Puchalski (1914, 1917)
- C.k. Generał Wojciech Rogalski (1916)
- Generał turecki Mustafa Kemal Pasza (1916)
- Cesarz niemiecki Wilhelm II (1916)